# Josep Melià Ques
Josep Melià Ques (Madrid, 27 de març de 1972) és un polític, advocat, professor de dret i articulista mallorquí ferm defensor de la llengua i la cultura catalanes a Mallorca.

## Biografia
És fill del conegut polític i periodista natural d'Artà, Josep Melià Pericàs i d'Antònia Ques Bernat, natural d'Alcúdia. Després d'obtindre postgrau en Dret Urbanístic va ser professor associat de Dret Constitucional i de Dret Administratiu a la Universitat de les Illes Balears.
Fou membre d'Unió Mallorquina i en fou president de les seves joventuts. Entre el 2001 i el 2003 va ser Conseller Executiu d'Ordenació del Territori del Consell de Mallorca; del 2003 el juny del 2007 ha estat regidor de Planificació de l'Ajuntament d'Alcúdia.
Des del 12 de juliol del 2007 és diputat de la setena legislatura del Parlament de les Illes Balears pel grup parlamentari del partit polític, Unió Mallorquina, en el que és portaveu suplent.
Des del 18 de setembre de 2007 ostenta altres càrrecs d'importància en diferents comissions al parlament:
- Secretari de la Comissió d'Assumptes Institucionals i Generals.
- Membre de la Comissió d'Economia.
- Membre de la Comissió d'Hisenda i Pressupostos.
- Membre de la Comissió d'Assumptes socials.
- Membre de la Comissió de control sobre de la Radiotelevisió de les Illes Balears.
- Membre de la Comissió no permanent de Salut.

Des del 25 de gener de 2010 fins al 28 de febrer de 2011 va esser President d'Unió Mallorquina, i se'l considerà representant de l'antic sector crític del partit, proper a les tesis del pacte amb el centreesquerra. Després de la seva dissolució és President de Convergència per les Illes. A les eleccions al Parlament de les Illes Balears de 2015 fou escollit novament diputat dins la coalició Proposta per les Illes.
Escriu amb regularitat a publicacions en llengua catalana com el Diari de Balears o el diari Avui i ha escrit l'obra: Nacionalisme i Constitució publicada per l'editorial Moll l'any 2000. El mateix any va ser guanyador conjuntament amb Biel Majoral dels XIV Premis 31 de Desembre, guardó que atorga l'Obra Cultural Balear.
Josep Melià està casat des del 2003, és pare de bessons i té residències a Palma i a Alcúdia.